# ژان پیر تیسیر
ژان پیر تیسیر (انگلیسی: Jean-Pierre Teisseire؛ زادهٔ ۳۱ اوت ۱۹۴۰) بازیکن فوتبال اهل فرانسه است.
از باشگاه‌هایی که در آن بازی کرده‌است می‌توان به باشگاه فوتبال المپیک لیون، باشگاه فوتبال نیس، باشگاه فوتبال استاد رنس، و باشگاه فوتبال آژاکسیو اشاره کرد.